# Schwaub
Schwaub (chiamata anche Schwab) è un insediamento abbandonato nella contea di Inyo in California. Si trova nella zona delle Funeral Mountain 12 miglia (19 km) a nord di Ryan. È posta ad un'altitudine di 3389 piedi pari a 1033 metri.

## Storia
L'oro fu scoperto in zona nel 1905 e questo diede l'impulso per la costruzione della città che prende il nome da Charles M. Schwab. L'ufficio postale aprì e chiuse nel 1907.